# Teleorhinus nigricornis
Teleorhinus nigricornis är en insektsart som beskrevs av Knight 1968. Teleorhinus nigricornis ingår i släktet Teleorhinus och familjen ängsskinnbaggar. Inga underarter finns listade i Catalogue of Life.